# Snuppy
Snuppy (Coreia do Sul, 24 de abril de 2005 – Coreia do Sul, Maio de 2015) foi um cachorro da raça galgo afegão, apontado como sendo o primeiro do cão clonado do mundo. Ele foi criado através de uma célula da orelha de um galgo afegão e a pesquisa envolveu 123 mães de aluguel, dos quais apenas três filhotes conseguiram ser produzidos, sendo Snuppy o único sobrevivente. A equipe de 45 cientistas responsáveis pela clonagem foi liderada pela biomédica Hwang Woo-Suk, que mais tarde disse ter mentido sobre a pesquisa em projetos anteriores, no entanto investigadores independentes descobriram que Snuppy era um clone verdadeiro. Snuppy desde então tem sido usado na primeira série de cruzamentos entre caninos clonados, depois que seu esperma foi usado para inseminar artificialmente duas fêmeas clonadas, o que resultou no nascimento de nove filhotes em 2008.